# Carlton Pearson
Carlton D'metrius Pearson (San Diego, California; 19 de marzo de 1953-Tulsa, Oklahoma; 19 de noviembre de 2023) fue un ministro religioso estadounidense. En su momento fue el pastor del Centro Evangelístico Higher Dimensions, más tarde lo nombró Iglesia Familiar Higher Dimensions que era una de las iglesias más grandes en Tulsa, Oklahoma. Durante la década de 1990 la iglesia tuvo aproximadamente 5000 miembros. Debido a su creencia declarada en la reconciliación universal Pearson rápidamente empezó a perder su influencia en el ministerio del Colegio Conjunto de Obispos Pentecostales Afroamericanos y en 2004 fue finalmente declarado hereje por sus pares obispos.
Pearson fue el ministro principal del Templo Universal de Cristo, una gran congregación del Nuevo Pensamiento en Chicago, Illinois.

## Carrera temprana
Pearson asistió a la Universidad Oral Roberts en Tulsa, famosa universidad evangélico pentecostal, en donde fue discípulo de Oral Roberts. Fue ordenado como ministro en la Iglesia de Dios en Cristo. Pearson formó su iglesia propia, el Centro Evangelístico Higher Dimensions ("Altas dimensiones" en español), que se convirtió en una de las iglesias más grandes de Tulsa. Fue uno de los dos ministros afroestadounidenses en aparecer en la televisión nacional, logrando millones de personas de audiencia semanal, y fue acreditado como uno de los primeros ministros negros en celebrar grandes conferencias en estadios y dentro del movimiento fundamentalista afroestadounidense. Durante la década de 1990, la iglesia de Pearson creció a un promedio por encima de los 6000 asistentes y en 1997 fue ordenado obispo. En 2000, Pearson hizo campaña para George W. Bush, y más tarde fue invitado a la Casa Blanca. Tuvo uno de los programas de televisión más vistos en Trinity Broadcasting Network (TBN), el canal cristiano de televisión más importante de Estados Unidos. Fue también el anfitrión de la Conferencia AZUSA en Tulsa. Así mismo fue un evangelista viajero, manteniendo "avivamientos" religiosos de dos días a través del continente. También le dio credibilidad a muchos nuevos ministros, así como cantantes y una audiencia global incluyendo a T.D. Jakes, Joyce Meyer, Donnie McClurkin y muchos otros. También conoció y asesoró a expresidentes como George H. W. Bush y Bill Clinton.

## El Evangelio de Inclusión
Después de mirar un programa televisivo sobre las desdichadas condiciones de las personas que padecieron y murieron por el genocidio en Ruanda, y considerando las enseñanzas de su iglesia sobre el destino hacia el infierno de los no-creyentes, Pearson creyó haber recibido una epifanía de Dios. Declaró públicamente que dudaba de la existencia de Infierno como sitio de tormento eterno. Dijo que el infierno había sido creado en la tierra por la depravación humana y el comportamiento.
En febrero de 2002, Pearson perdió una elección primaria para la oficina de alcalde de Tulsa. Para entonces Pearson había empezado a llamar a su doctrina—una variación de la reconciliación universal—el Evangelio de Inclusión y muchos en su congregación empezaron a abandonar su iglesia.
En marzo de 2004, después de oír el argumento de Pearson sobre la inclusión, el Colegio de Obispos Pentecostales Afroamericanos concluyó que tal enseñanza era herejía. Declarado hereje por sus pares, Pearson rápidamente empezó a perder su influencia. La membresía de la iglesia Familiar Higher Dimensions cayó por debajo de los 1000 asistentes, y la iglesia perdió su edificio por juicio hipotecario en enero de 2006. Los miembros de su iglesia empezaron a asistir al templo de la Iglesia Episcopal Trinidad bajo el nombre de Centro de Adoración New Dimensions.

## El Centro de adoración "Higher Dimensions"
En noviembre de 2006, Pearson fue aceptado como ministro de la Iglesia Unida de Cristo.
En junio de 2008, el Centro de Adoración Higher Dimensions movió sus reuniones a la Iglesia Unitaria de Todas las Almas en Tulsa. El 7 de septiembre de 2008, Pearson tuvo su servicio final en el Centro de Adoración de Higher Dimensions y esta congregación fue absorbida por la Iglesia Unitaria de Todas las Almas.

## El Templo Universal de Cristo (Chicago)
En mayo de 2009, Pearson fue nombrado ministro interino del Templo Universal de Cristo, una congregación grande del Nuevo Pensamiento en Chicago, Illinois. El 3 de enero de 2011, se informó que había dejado este puesto.

## "New Dimensions" Chigago y regreso a Tulsa
En 2014 Pearson regresó a Tulsa para estar con su padre enfermo quién murió dos días después del cumpleaños número sesenta y dos de Pearson. Empezó a predicar en el servicio de las 11 a. m. en la Iglesia Unitaria de Todas las Almas en el tercer domingo del mes. Pearson también comenzó a sostener una discusión mensual con un invitado ante una audiencia en vivo en "My Studio" de Tulsa en mayo de 2015. Su primera conversación fue con Neale Donald Walsch, autor de la serie de libros mega-best-selling, Conversaciones Con Dios.

## Cobertura de medios de comunicación sobre Pearson
- Su historia de vida bajo el nombre de "herejías" fue un episodio del programa de radio pública en Chicago llamado This American Life, el cual tuvo su primera emisión el 16 de diciembre de 2005.[16]
- Su historia de vida se difundió en la televisión en el programa Dateline NBC, A Infierno y Atrás el 13 de agosto de 2006.[17]
- Pearson fue el tema de una historia en el Cable News Network el 24 de junio de 2007, que cubrió los cambios en sus enseñanzas (incluyendo la aceptación de las personas LGBT en su iglesia) y las consecuencias que hubo en contra.[18]
- En marzo de 2009, Pearson apareció en Nightline "Face Off" con Deepak Chopra, Mark Driscoll, y Annie Lobert para dirigir la cuestión «¿Satanás existe?»[19]
- En julio de 2010 el director Marc Forster anunció que dirigiría un largometraje sobre la vida de Pearson, con un guion de Marcus Hinchey basado en el episodio «Herejía» de This American Life .[20]
- En enero de 2017, Joshua Marston fue informado que dirigiría el proyecto como película para Netflix, con Chiwetel Ejiofor para interpretar el papel de Pearson, Condola Rashad como su esposa Gina, y Martin Sheen como Oral Roberts.[21] La película se tituló Come Sunday y fue estrenada en abril de 2018 en Netflix.[22]
- En septiembre de 2010, Pearson apareció nuevamente en CNN con la presentadora Kyra Phillips, discutiendo los ampliamente difundidos rumores de homosexualidad sobre el Obispo Eddie Long. Pearson fue nuevamente criticado por su pensamiento inclusivo por muchos fundamentalistas cristianos, al afirmar «Hasta que la Iglesia -la Iglesia, negra o no- confronte -no combata- confronte este tema sobre la sexualidad humana y la homosexualidad, esto no acabará. Los homosexuales y la homosexualidad no se irá. Si cada persona gay en nuestra iglesia se fuera, o aquellos que tienen una orientación o preferencia o una inclinación, o una fantasía, si todos se fueran, no tendríamos - no tendríamos una iglesia».

## Libros
- The Gospel of Inclusion: Reaching Beyond Religious Fundamentalism to the True Love of God, 2007. Azusa Libros/ de Roble de Consejo de prensa, ISBN 0-9791689-0-2 .[23]
- God Is Not a Christian, Nor a Jew, Muslim, Hindu… 2010 Atria Books/ Simon & Schuster, Inc.. ISBN 1-4165-8443-9 .[24]